# 雲泉駅 (京畿道)
雲泉駅（ウンチョンえき）は大韓民国京畿道坡州市文山邑に位置する、韓国鉄道公社（KORAIL）京義線の駅。

## 概要
京義線再連結事業に基づいて文山駅 - 臨津江駅間6.8 km区間が開通した後、両駅まで距離のある沿線住民の利便性向上を目的として設置された。当初は通勤列車が1日に複数本運行されていたが、2014年から2019年までは平和列車（DMZ-Train）が2往復（のち1往復）するのみの閑散とした駅となっていた。
文山駅 - 臨津江駅間の電化計画が立案された当初、需要の都合から当駅は通勤電車の開業に伴い廃止される予定であった。だが、駅周辺を開発するために途中で計画が改められ、駅舎を新築の上で再開業することになった。2020年3月28日の首都圏電鉄京義・中央線臨津江延伸時には当駅の開業は見送られたが、2022年12月17日に再開業した。

## 駅構造
単式ホーム1面1線を有する地上駅で、臨津江駅管理の無人駅。

## 駅周辺
- 雲泉自警隊

## 路線バス
付近に「雲泉3里停留場」があり、利用できる。
- 93番：文山 - 統一村
- 058番：文山 - 馬井（文山方面のみ停車）

## 歴史
- 2004年10月31日 - 京義線文山 - 臨津江間に臨時乗降場として開業。
- 2014年
  - 4月30日 - 通勤列車の運行終了。当駅に停車する列車が一時的に消滅する。
  - 5月4日 - 平和列車（DMZ-train）運行開始。停車駅となる。
- 2019年10月2日 - 平和列車が運休となる[2]。当駅は再び休止。
- 2020年3月28日 - 当駅を含む文山 - 臨津江間が電化され、首都圏電鉄京義・中央線の一部となる。当駅は引き続き休止中。
- 2022年12月17日 - 新駅舎の完成に合わせて営業再開。

## 隣の駅
韓国鉄道公社
京義線
文山駅 - 雲泉駅 - 臨津江駅
●京義・中央線
文山駅 (K335) - 雲泉駅 (K336) - 臨津江駅 (K337)